# 土佐高校サッカー落雷事故
土佐高校サッカー落雷事故（）は、1996年（平成8年）8月13日に大阪府高槻市で、高校生の部活動であるサッカーの試合で、高知県の私立土佐高等学校の男子生徒が被雷し、重度の後遺障害を負った落雷事故。
「土佐高校事件」「サッカー落雷訴訟」とも。

## 事故概要

### 背景
男子生徒Aは、1996年（平成8年）4月に土佐高等学校（以下、土佐高校と略記）に入学し、同校サッカー部に所属していた。
同校サッカー部は、教諭Xの引率兼監督により、同年8月12日から同月15日まで、大阪府の高槻市立南大樋運動広場にて高槻市体育協会主催のサッカー大会「第10回高槻ユース・サッカー・サマー・フェスティバル」に参加した。全国から62チームが参加する、大規模な大会だった。

### 事故当日の気象状態
1996年（平成8年）8月13日13時50分頃に開始された、土佐高校の第1試合時点で小雨が降り、遠雷が聞こえる状態だった。第1試合は、14時55分頃に終了したが、この時点でさらなる豪雨となり、ラインの確認が困難なほどの視界不良となった。土佐高校のサッカー部員にも、被雷防止のため金属製ペンダントを外す者がいた。
15時15分頃、大阪管区気象台から雷注意報が発令された。しかし、大会関係者はこのことを知らなかった。第2試合開始直前の14時30分頃までに雨は止んだものの、南西方向に暗雲が垂れ込め、雷も目撃されていた。引率教諭Xは、発光から雷鳴までの秒数から、落雷事故発生の可能性を認識していなかった。また、待機中だった土佐高校のサッカー部員同士でも「こんな天気で試合をやりたくない」とやり取りがあった。

### 事故発生
8月13日16時30分頃、Bコートで土佐高校対大阪府内選抜チームによる、第2試合が開始された。Bコートの会場担当者は、対戦チームの監督であったY（高校教諭）であり、Yは当日は本部テントを中心に進行や雑用を行っていた。引率教諭X、会場担当者かつ対戦チーム監督Yいずれからも、試合中止・延期の申し入れは無かった。
土佐高校側から見て左サイドにボールがあり、出場選手がそこに集中する中、男子生徒Aだけは右サイドを走り始めた。そして16時35分、男子生徒Aに落雷があり、頭部に雷が直撃してその場で倒れた。落雷に対して、選手に審判が退避を呼び掛けたところ、Aのみがうつぶせに倒れていた。事故直後の時点で、高槻警察署の調べではAの金属製ペンダントに被雷し、Aの左わき腹から両足に電流が抜けていたと報じられた。
当時、会場（屋外）には200名の選手・関係者がいたが、負傷したのはAのみだった。引率教諭XがAに駆け寄って人工呼吸を施し、会場担当者のYも本部テントからAの元に行き、Yの携帯電話で救急車を要請した。

### 後遺症とリハビリ
心肺停止・意識不明の重体となったAは救急救命センターへ搬送された。17時30分頃、自発呼吸を再開した。その後複数の病院で治療し、リハビリが行われたが、視力障害、両下肢機能の全廃、両上肢機能の著しい障害等、重大な後遺障害が残った。
Aには日本体育・学校健康センターから障害見舞金約3400万円と災害共済給付金約340万円、また土佐高校からは見舞金が、同校が設立した「A君を支援する会」から義援金約1700万円が支払われた。

### 男子生徒の除籍処分
A及び家族は復学を求めていたものの、土佐高校は、1999年3月末日で男子生徒Aを除籍処分とした。

## 裁判の経過

### 第一審（高知地裁）
1999年（平成11年）3月29日、元男子生徒A及びその家族は高知地方裁判所に、学校法人土佐高等学校、高槻市体育協会及び高槻市、高槻市体育協会傘下のサッカー連盟会長に対する損害賠償訴訟を提起した。なお提起に際し、A側は先に受け取った金銭のうち、義援金を除く金額を損害額の主張から控除している。
2003年（平成15年）6月30日、高知地裁は元男子生徒A側の請求をいずれも棄却した。

### 控訴審（高松高裁）
元男子生徒A側は高松高等裁判所に控訴したが、2004年（平成16年）10月29日に高松高裁は控訴を棄却した。

### 上告審（最高裁）
元男子生徒A側は最高裁判所に上告した。2005年（平成17年）12月7日、最高裁は高槻市、高槻市体育協会傘下のサッカー連盟会長に対する請求に関する上告は受理せず、学校法人土佐高等学校と高槻市体育協会に対する請求に関する上告のみを受理した。このことにより、高槻市及びサッカー連盟会長を被告とする訴訟については、請求を棄却した1審判決が確定した。
最高裁判所は、事故発生時の状況に加え1996年（平成8年）以前における発雷時の対応に係る書籍等に基づく一般的な科学的知見により、引率教諭Xの予見可能性を認めるとともに、高槻市体育協会の主催責任を認め、控訴審判決を破棄し、本件を高松高裁に差し戻した。

### 差し戻し審（高松高裁）
2008年（平成20年）9月17日、高松高裁は次のように学校法人土佐高等学校と高槻市体育協会に対する責任を認める判決を下した。
引率教諭Xの予見可能性・回避義務
まず
| 「                                               | 教育活動の一環として行われる学校の課外のクラブ活動においては，生徒は担当教諭の指導監督に従って行動するのであるから，担当教諭は，できる限り生徒の安全にかかわる事故の危険性を具体的に予見し，その予見に基づいて当該事故の発生を未然に防止する措置を執り，クラブ活動中の生徒を保護すべき注意義務を負うものというべきである。 | 」 |
| —高松高等裁判所（平成18(ネ)97『本文』 p.19より） | |    |
とした上で、事故当時の天候や一般的な科学的知見を基に、本事故に対する引率教諭Xの予見可能性・回避義務を認定した。
高槻市体育協会の主催者性
高槻市体育協会が参加のサッカー連盟の要請により、パンフレットに主催名として「高槻市体育協会サッカー連盟」と掲げ、高槻市から会場の貸与を受けたことから、主催者性を認めた。
高槻市体育協会・会場担当者Yその他本件大会運営担当者の注意義務違反
大会開催に際し、高槻市体育協会や運営担当者が、参加する生徒を保護する義務を負うことを前提に、引率教諭Xと同様に、会場担当者Yの予見可能性・回避義務を認定した。
損害額
2006年（平成18年）時点で元男子生徒Aの症状が固定し、「終生その労働能力は100パーセント喪失された」と認定した。この逸失利益や、この時点までの治療費・リハビリ費・自宅リフォームに伴う費用に加え、「将来における」介護費・リハビリ費・必要機材購入費が損害額として計上された。
損害賠償請求としては、土佐高校と高槻市体育協会に、認定された損害額に加え、遅延損害金・慰謝料・弁護士費用等、総額で約4億8000万円の支払いを命じる判決となった。ただし、土佐高校と高槻市体育協会との分担割合は正式に確定しなかった（後述→#高槻市体育協会）。

## 判決に対する評価
最高裁の破棄差し戻し判決の後、次のような評価があった。
- 法学者の長尾英彦は、長尾の知る限り落雷事故で「教員ないし学校側」の損害賠償責任が認められた先例はないとしている[7]。長尾は、事故に係る試合が「対外練習試合」の性質のもので、審判の宣告に依らず、一教諭（監督）が選手を引き揚げさせると「試合放棄」となることから、試合を続行した主催者側の責任についてより検討を要するべきだと指摘している[8]。

- 法学者の岩本尚禧は、本最高裁判決を「課外クラブ活動中の落雷事故に関する初の最高裁判決」としている[9]。岩本も試合をボイコットして「落雷回避措置義務を尽くすべき法的責任がある」という見解に対し、教諭が別の社会的責任を負わねばならないことを度外視することに疑問を呈している[10]。また岩本は、従前の課外活動（河川における水泳、山岳における登山）における事故事例・判例と異なり、サッカーと自然災害の関係性が希薄であることから、「利益衡量の名の下に、非現実的な注意義務を擬制したのだとすると、問題がある」と述べている[11]。

高松高裁の差し戻し審後には、次のような評価があった。
- 弁護士の村山裕は、損害額の認定に際し、逸失利益のみならず、常時介護に必要な費用に加え、将来のリハビリ費までも計上したことについて、「人間らしい生活の確保に配慮した点で、画期的」と肯定的に評価した[12]。

## その後の影響

### 元男子生徒
元男子生徒Aは、2004年（平成16年）に高知県立盲学校高等部に入学し、休学を経て、2009年（平成21年）に同校を卒業した。同年、高知短期大学に入学し、2013年（平成25年）に同校を4年かけて卒業した。2018年に広島国際大学心理学部へ入学した。

### 高槻市体育協会
差し戻し審後、土佐高校と高槻市体育協会との分担割合は正式に確定せず、土佐高校側は体育協会側に1億6000万円の支払いを求め、体育協会はうち約8000万円を支払った。体育協会が基本財産から賠償金の一部を支払ったところ、それ以上の支払いが困難となった。
この当時、高槻市から年約2300万円の補助金が体育協会に出され、体育協会事務局も市立文化会館内に設置されていた。すでに2007年（平成19年）の時点で市行政改革の「業務精査評価」で、体育協会が実質的には市と一体になっており、事業整理が必要であることが指摘されていた。
同協会は高槻市に予算措置を求めたが認められず、2009年（平成21年）5月22日の緊急理事会で破産手続きを決定した。協会の解散で5000万円が得られる見込みであったが、5月29日には残額の約8000万円を、土佐高校側が分担問題を棚上げしてこれを立て替え、元男子生徒Aに支払った。
そして同年6月10日、大阪地方裁判所に破産を申し立てるに至った。高槻市側は、市は協会の破産に関与していないとした上で、本事故に対し「本市は当事者でないので公金を入れる根拠がない」との立場を取った。

## テレビ番組
- 報道特集NEXT「雷に撃たれた少年」（2008年9月13日、TBS）[14]
- 報道特集NEXT「雷に撃たれた少年」（2008年9月20日、TBS）[14]
- 報道特集NEXT「雷に撃たれた男性」（2009年9月13日、TBS）[15]

## 関連文献
論考
- 伊藤進「学校事故研究(11)土佐高校サッカー落雷事故--最高裁判決(平成18.3.13)」『季刊教育法』第149巻、エイデル研究所、2006年6月、50-55頁、ISSN 09131094。